# Ichaka Diarra
Ichaka Diarra est un footballeur malien né le 18 janvier 1995 à Bamako. Il évolue au poste de défenseur à Al-Weehdat Club.

## Biographie
Ichaka Diarra participe à la Coupe d'Afrique des nations junior en 2015 avec la sélection malienne. Lors de la compétition, il inscrit un but face au Ghana. Le Mali atteint les demi-finales du tournoi, en étant battu par le Sénégal.
Ichaka Diarra dispute dans la foulée la Coupe du monde des moins de 20 ans 2015 organisée en Nouvelle-Zélande. Lors du mondial, il prend part à trois matchs. Le Mali termine troisième de la compétition.

## Palmarès

### En sélection
- Troisième de la Coupe du monde des moins de 20 ans 2015 avec l'équipe du Mali U20
- Finaliste de la coupe du Liban en 2022 avec Al Ansar FC

### En club
- Champion du Mali en 2014 avec le Stade malien
- Coupe du Liban en 2024 avec Al Ansar FC